# Rhicnogryllus
Rhicnogryllus is een geslacht van rechtvleugeligen uit de familie krekels (Gryllidae). De wetenschappelijke naam van dit geslacht is voor het eerst geldig gepubliceerd in 1925 door Lucien Chopard.

## Soorten
Het geslacht Rhicnogryllus omvat de volgende soorten:
- Rhicnogryllus annulipes Chopard, 1956
- Rhicnogryllus bipunctatus Ingrisch, 1987
- Rhicnogryllus elegans Bolívar, 1910
- Rhicnogryllus fascipes Chopard, 1925
- Rhicnogryllus flavipes Willemse, 1951
- Rhicnogryllus lepidus Chopard, 1962
- Rhicnogryllus limbatus Willemse, 1951
- Rhicnogryllus ogarawarensis Shiraki, 1930
- Rhicnogryllus seyrigi Chopard, 1958
- Rhicnogryllus tahitensis Saussure, 1878
- Rhicnogryllus viettei Chopard, 1957